# 稀勢之里寬
稀勢之里寬（日语：／ Kisenosato Yutaka，1986年7月3日—），本名萩原寬，日本茨城縣牛久市出身的退役日本大相撲力士（出生地为兵库县芦屋市）。身高188公分，体重175公斤，血型B型。兴趣是观看体育运动比赛，喜欢吃能平汁、日式烤鸡串、河豚刺身和紀州南高梅，曾先后就读龙崎市立松葉小学校和市立長山中学校。第72代横綱，也是繼66代橫綱若乃花勝後再有日本出身的横綱。兜裆布颜色为茄子紺。

## 早年生活与相扑背景
稀势之里自幼便喜欢观看相扑比赛，小学4年级开始打棒球并成为捕手，初中1年级开始担任学校棒球队的投手，曾有与美馬学（现职棒乐天队投手）对战的记录。初中3年级时收到常總学院等强校邀请，但稀势之里自认优势只是身形庞大，棒球并不怎么样，故以此为由没有加入。
在与鸣户部屋亲方隆之里俊英的一次偶遇中，这位前横纲说服了持怀疑态度的稀势之里父母，让他们相信稀势之里有相扑之才。初中毕业后，稀势之里加入以训练严格闻名的鸣户部屋，为适应比赛场景，隆之里俊英要求他多用前进时用的技巧，而不是为快速胜利而向后退。

## 生涯
2002年，稀势之里宽（当时名叫萩原宽）首次以職業身份登場，2004年即以18岁的年龄进入最高番付（幕内）。在2009年1月開始，襲名荒磯，如引退後成為日本相撲協會年寄。在多年停留在三役内的级别后，稀势之里於2012年1月晋升为大关。其间他取得了3次金星（打败横纲），9次获得三賞殊榮。大关阶段的稀势之里有20余项2位数获胜记录，并于2016年成为史上第一位未获冠军却仍保持年间最多胜利数的力士。
在获得12次亚军后，稀势之里成功于2017年1月场所以14胜1敗的成绩取得優勝，这是其幕内的第一次优胜，之后成功晋升为横纲。在此之前他曾4次候选横纲（2013年7月，2014年1月，2016年7月与2016年9月），但均因胜利数不足而未能成功。
在2017年3月春場所第13日與另一位橫綱日馬富士的比賽中左肩負傷，之後強行比賽，而後一直休場與半休場成績不振，是自武藏丸光洋（2002年11月～2003年9月場所）以来首次有橫綱連續八場所休場。
在11月九州場所，因右膝受傷和四連敗宣佈退出比賽，成為名古屋場所後再次無橫綱在位的場所。
2019年1月16日，與其師匠田子之浦伸一共同召開記者會宣佈引退。翌日，日本相撲協會承認他的襲名，他將留在田子之浦部屋出任親方一年，後成立自己的部屋。
在9月29日於兩國國技館進行斷髮式。為了幫助他擔任總教練做好準備，他在早稻田大學研究所修讀為期一年的體育科學研究碩士課程，他的論文是“一種運作相撲部屋的新方法”。
2021年5月27日，得相撲協會承認分家許可，在8月1日成立自己的部屋。在2021年1月12日原二所之關親方(大關若島津六夫)退職，他成了二所之關一門的總帥和比賽中的審判委員。
成為親方後，他培訓出第75代橫綱大之里泰輝，以及關取力士白熊優太。

## 個人生活
2022年4月26日，稀勢之里透露他已經與一位3年前認識、比他小6歲的女性結婚。

## 成绩
| | 1月場所 初場所（東京） | 3月場所 春場所（大阪） | 5月場所 夏場所（東京） | 7月場所 名古屋場所（愛知） | 9月場所 秋場所（東京） | 11月場所 九州場所（福岡） |
| --- | ---------------------- | ---------------------- | ---------------------- | -------------------------- | ---------------------- | ------------------------- |
| 2002年 （平成14年） | x                      | （前相撲）             | 東 序之口 #26 6–1      | 東 序二段 #61 6–1          | 西 三段目 #95 4–3      | 西 三段目 #77 5–2         |
| 2003年 （平成15年） | 西 三段目 #49 5–2      | 西 三段目 #21 3–4      | 東 三段目 #37 7–0      | 東 幕下 #25 3–4            | 西 幕下 #35 5–2        | 東 幕下 #25 4–3           |
| 2004年 （平成16年） | 東 幕下 #18 優勝 7–0   | 東 幕下 #1 5–2         | 西 十兩 #12 9–6        | 東 十兩 #6 8–7             | 西 十兩 #3 9–6         | 西 前頭 #16 9–6           |
| 2005年 （平成17年） | 東 前頭 #12 6–9        | 西 前頭 #15 8–7        | 西 前頭 #11 5–10       | 西 前頭 #15 7–8            | 西 前頭 #16 12–3 敢    | 東 前頭 #5 5–10           |
| 2006年 （平成18年） | 東 前頭 #9 8–7         | 東 前頭 #7 10–5        | 東 前頭 #1 8–7         | 西 小結 8–7                | 東 小結 8–7 殊         | 東 小結 8–7               |
| 2007年 （平成19年） | 東 小結 7–8            | 東 前頭 #1 6–9         | 西 前頭 #3 6–9         | 西 前頭 #6 11–4            | 東 小結 6–9            | 東 前頭 #2 9–6            |
| 2008年 （平成20年） | 東 前頭 #1 10–5 殊★    | 東 小結 8–7            | 東 小結 10–5 敢        | 東 小結 6–9                | 東 前頭 #2 6–9 ★       | 東 前頭 #4 11–4           |
| 2009年 （平成21年） | 東 小結 8–7            | 西 關脇 5–10           | 東 前頭 #4 13–2 敢     | 西 關脇 9–6                | 東 關脇 7–8            | 東 小結 6–9               |
| 2010年 （平成22年） | 西 前頭 #3 9–6         | 東 小結 9–6            | 東 關脇 8–7            | 東 關脇 7–8                | 東 小結 7–8            | 東 前頭 #1 10–5 殊★       |
| 2011年 （平成23年） | 東 關脇 10–5 殊        | 因造假問題 中止        | 西 關脇 8–7            | 西 關脇 10–5               | 西 關脇 12–3 殊        | 東 關脇 10–5 技           |
| 2012年 （平成24年） | 西 大關 #3 11–4        | 東 大關 #2 9–6         | 東 大關 #2 11–4        | 東 大關 #1 10–5            | 西 大關 #1 10–5        | 西 大關 #1 10–5           |
| 2013年 （平成25年） | 東 大關 #1 10–5        | 東 大關 #1 10–5        | 東 大關 #1 13–2        | 東 大關 #1 11–4            | 東 大關 #1 11–4        | 東 大關 #1 13–2           |
| 2014年 （平成26年） | 東 大關 #1 7–8         | 東 大關 #2 9–6         | 東 大關 #1 13–2        | 東 大關 #1 9–6             | 西 大關 #1 9–6         | 西 大關 #1 11–4           |
| 2015年 （平成27年） | 東 大關 #1 11–4        | 東 大關 #1 9–6         | 東 大關 #1 11–4        | 東 大關 #1 10–5            | 西 大關 #1 11–4        | 西 大關 #1 10–5           |
| 2016年 （平成28年） | 東 大關 #1 9–6         | 西 大關 #1 13–2        | 東 大關 #1 13–2        | 東 大關 #1 12–3            | 東 大關 #1 10–5        | 西 大關 #1 12–3           |
| 2017年 （平成29年） | 東 大關 #1 14–1        | 西 横綱 #2 13–2        | 東 横綱 6–5–4          | 東 横綱 #2 2–4–9           | 西 横綱 休場 0–0–15    | 東 横綱 4–6–5             |
| 2018年 （平成30年） | 西 横綱 1–5–9          | 東 横綱 #2 休場 0–0–15 | 東 横綱 #2 休場 0–0–15 | 東 横綱 #2 休場 0–0–15     | 東 横綱 10–5           | 東 横綱 #2 0–5–10         |
| 2019年 （令和元年） | 東 横綱 引退 0–4–0     | x                      | x                      | x                          | x                      | x                         |
| 各欄数字按「勝-負-休場」表示。 優勝 引退 十兩･幕下 三賞：敢=敢鬬賞、殊=殊勛賞、技=技能賞 其他：★=金星 番付階級：幕内 - 十兩 - 幕下 - 三段目 - 序二段 - 序之口 幕内序列：横綱 - 大關 - 關脅 - 小結 - 前頭（「#数字」为出场顺序） |                        |                        |                        |                            |                        |                           |

## 外部連結
- 稀勢之里寬的官方傳記 (英文) 在Grand Sumo Homepage